# Wimbledon-mesterskabet i herredouble
Wimbledon-mesterskabet i herredouble er en tennisturnering, som er blevet afviklet som en del af Wimbledon-mesterskaberne siden 1884. Turneringen spilles (hovedsageligt) udendørs på græsbaner i All England Lawn Tennis and Croquet Club (AELTC) i London-forstaden Wimbledon i Storbritannien. Wimbledon-mesterskaberne spilles i den sidste uge af juni og den første uge af juli og har siden 1987 kronologisk set været den tredje grand slam-turnering i kalenderåret. Turneringen blev ikke spillet fra 1915 til 1918 på grund af første verdenskrig og i perioden 1940-45 på grund af anden verdenskrig. I 2020 blev mesterskabet aflyst på grund af COVID-19-pandemien.
Reglerne for herredoublemesterskabet har gennem tiden undergået forskellige ændringer. Fra 1886 til 1921 var de forsvarende mestre direkte kvalificeret til mesterskabskampen (den såkaldte "udfordringsrunde") i det følgende års turnering, mens de øvrige deltagere spillede i "all comers-turneringen" om retten til at udfordre de forsvarende mestre i udfordringsrunden. I otte tilfælde stillede de forsvarende mestre ikke op det følgende år, hvorfor titlen i disse tilfælde blev vundet af vinderne af all comers-turneringen. Dette format blev afskaffet i forbindelse med Wimbledon-mesterskaberne i 1922, og siden da har de forsvarende herredoublemestre deltaget i turneringen på lige fod med de andre deltagere.
Alle kampe er siden det første mesterskab i 1884 til og med 2022 blevet spillet bedst af fem sæt, bortset fra i følgende mesterskaber, hvor de nævnte kampe blev reduceret til bedst af tre sæt for at indhente forsinkelser i programmet forårsaget af regnvejr:
- 1982: Alle kampe, bortset fra to kampe i første runde og de to semifinaler.
- 1987: Alle kampe i første og anden runde.
- 1991, 1997 og 1998: Alle kampe i første, anden og tredje runde.
- 2004: Alle kampe indtil semifinalerne.
- 2011: Alle kampe i første runde.
- 2016: Alle kampe i første og anden runde.

Siden 2023 er alle kampe blevet spillet bedst af tre sæt.
Sættene har siden det første mesterskab skullet vindes med mindst to overskydende partier, og dette format eksisterede helt frem til og med 1970. I 1971 indførtes tiebreak ved stillingen 8-8 i de fire første sæt, og i 1979 blev tiebreak-afgørelsen i disse sæt rykket til stillingen 6-6. I 2019 indførtes tiebreak ved stillingen 12-12 i femte sæt. I 2022 blev tiebreak-afgørelsen i femte sæt flyttet til stillingen 6-6, dog med den modifikation, at der blev spillet en match tiebreak til 10 point. I 2023 blev kampformatet ændret fra bedst af fem sæt til bedst af tre sæt, stadig med tiebreak til 10 point i afgørende sæt.
Fra 1913 til 1924 anerkendte International Lawn Tennis Federation Wimbledon-mesterskabet som officielt VM i tennis på græsbane. Derefter blev VM-titlen officielt afskaffet, så siden 1925 har mesterskabet haft status af "major championship", som senere blev kaldt grand slam-turnering.
Mesterskabet var til og med 1967 forbeholdt amatører, men siden 1968 har det også være åbent for professionelle spillere.

## Præmier
Tekst mangler, hjælp os med at skrive teksten

## Vindere og finalister
| År           | Vinder                                          | Finalist                                     | Finaleresultat                            |
| ------------ | ----------------------------------------------- | -------------------------------------------- | ----------------------------------------- |
| 1884         | Ernest Renshaw (1) William Renshaw (1)          | Ernest Lewis Teddy Williams                  | 6−3, 6−1, 1−6, 6−4                        |
| 1885         | Ernest Renshaw (2) William Renshaw (2)          | Claude Farrer Arthur Stanley                 | 6−3, 6−3, 10−8                            |
| 1886         | Ernest Renshaw (3) William Renshaw (3)          | Claude Farrer Arthur Stanley                 | 6−3, 6−3, 4−6, 7−5                        |
| 1887         | Patrick Bowes-Lyon (1) Herbert Wilberforce (1)  | James Crispe E. Barratt-Smith                | 7−5, 6−3, 6−2                             |
| 1888         | Ernest Renshaw (4) William Renshaw (4)          | Herbert Wilberforce Patrick Bowes-Lyon       | 2−6, 1−6, 6−3, 6−4, 6−3                   |
| 1889         | Ernest Renshaw (5) William Renshaw (5)          | George Hillyard Ernest Lewis                 | 6−4, 6−4, 3−6, 0−6, 6−1                   |
| 1890         | Joshua Pim (1) Frank Stoker (1)                 | George Hillyard Ernest Lewis                 | 6−0, 7−5, 6−4                             |
| 1891         | Herbert Baddeley (1) Wilfred Baddeley (1)       | Joshua Pim Frank Stoker                      | 6−1, 6−3, 1−6, 6−2                        |
| 1892         | Harry Barlow (1) Ernest Lewis (1)               | Herbert Baddeley Wilfred Baddeley            | 4−6, 6−2, 8−6, 6−4                        |
| 1893         | Joshua Pim (2) Frank Stoker (2)                 | Harry Barlow Ernest Lewis                    | 4−6, 6−3, 6−1, 2−6, 6−0                   |
| 1894         | Herbert Baddeley (2) Wilfred Baddeley (2)       | Harry Barlow C.H. Martin                     | 5−7, 7−5, 4−6, 6−3, 8−6                   |
| 1895         | Herbert Baddeley (3) Wilfred Baddeley (3)       | Wilberforce Eaves Ernest Lewis               | 8−6, 5−7, 6−4, 6−3                        |
| 1896         | Herbert Baddeley (4) Wilfred Baddeley (4)       | Reginald Doherty Harold Nisbet               | 1−6, 3−6, 6−4, 6−2, 6−1                   |
| 1897         | Laurence Doherty (1) Reginald Doherty (1)       | Herbert Baddeley Wilfred Baddeley            | 6−4, 4−6, 8−6, 6−4                        |
| 1898         | Laurence Doherty (2) Reginald Doherty (2)       | Clarence Hobart Harold Nisbet                | 6−4, 6−4, 6−2                             |
| 1899         | Laurence Doherty (3) Reginald Doherty (3)       | Clarence Hobart Harold Nisbet                | 7−5, 6−0, 6−2                             |
| 1900         | Laurence Doherty (4) Reginald Doherty (4)       | Herbert Barrett Harold Nisbet                | 9−7, 7−5, 4−6, 3−6, 6−3                   |
| 1901         | Laurence Doherty (5) Reginald Doherty (5)       | Dwight F. Davis Holcombe Ward                | 4−6, 6−2, 6−3, 9−7                        |
| 1902         | Frank Riseley (1) Sydney Smith (1)              | Laurence Doherty Reginald Doherty            | 4−6, 8−6, 6−3, 4−6, 11−9                  |
| 1903         | Laurence Doherty (6) Reginald Doherty (6)       | Frank Riseley Sydney Smith                   | 6−4, 6−4, 6−4                             |
| 1904         | Laurence Doherty (7) Reginald Doherty (7)       | Frank Riseley Sydney Smith                   | 6−1, 6−2, 6−4                             |
| 1905         | Laurence Doherty (8) Reginald Doherty (8)       | Frank Riseley Sydney Smith                   | 6−2, 6−4, 6−8, 6−3                        |
| 1906         | Frank Riseley (2) Sydney Smith (2)              | Laurence Doherty Reginald Doherty            | 6−8, 6−4, 5−7, 6−3, 6−3                   |
| 1907         | Norman Brookes (1) Anthony Wilding (1)          | Karl Behr Beals Wright                       | 6−4, 6−4, 6−2                             |
| 1908         | Major Ritchie (1) Anthony Wilding (2)           | Arthur Gore Herbert Roper Barrett            | 6−1, 6−2, 1−6, 9−7                        |
| 1909         | Arthur Gore (1) Herbert Roper Barrett (1)       | Stanley Doust Harry Parker                   | 6−2, 6−1, 6−4                             |
| 1910         | Major Ritchie (2) Anthony Wilding (3)           | Arthur Gore Herbert Roper Barrett            | 6−1, 6−1, 6−2                             |
| 1911         | Max Decugis (1) André Gobert (1)                | Major Ritchie Tony Wilding                   | 9−7, 5−7, 6−3, 2−6, 6−2                   |
| 1912         | Charles Dixon (1) Herbert Roper Barrett (2)     | Max Decugis André Gobert                     | 3−6, 6−3, 6−4, 7−5                        |
| 1913         | Charles Dixon (2) Herbert Roper Barrett (3)     | Heinrich Kleinschroth Friedrich-Wilhelm Rahe | 6−2, 6−4, 4−6, 6−2                        |
| 1914         | Norman Brookes (2) Anthony Wilding (4)          | Herbert Roper Barrett Charles Dixon          | 6−1, 6−1, 5−7, 8−6                        |
| 1915-18      | Ingen turneringer pga. første verdenskrig       | Ingen turneringer pga. første verdenskrig    | Ingen turneringer pga. første verdenskrig |
| 1919         | Ronald Thomas (1) Pat O'Hara Wood (1)           | Rodney Heath Randolph Lycett                 | 6−4, 6−2, 4−6, 6−2                        |
| 1920         | Chuck Garland (1) R. Norris Williams (1)        | Algernon Kingscote James Cecil Parke         | 4−6, 6−4, 7−5, 6−2                        |
| 1921         | Randolph Lycett (1) Max Woosnam (1)             | Arthur Lowe Gordon Lowe                      | 6−3, 6−0, 7−5                             |
| 1922         | James Anderson (1) Randolph Lycett (2)          | Gerald Patterson Pat O'Hara Wood             | 3−6, 7−9, 6−4, 6−3, 11−9                  |
| 1923         | Leslie Godfree (1) Randolph Lycett (3)          | Eduardo Flaquer Manuel de Gomar              | 6−3, 6−4, 3−6, 6−3                        |
| 1924         | Francis Hunter (1) Vincent Richards (1)         | Watson Washburn R. Norris Williams           | 6−3, 3−6, 8−10, 8−6, 6−3                  |
| 1925         | Jean Borotra (1) René Lacoste (1)               | Ray Casey John F. Hennessey                  | 6−4, 11−9, 4−6, 1−6, 6−3                  |
| 1926         | Jacques Brugnon (1) Henri Cochet (1)            | Howard Kinsey Vincent Richards               | 7−5, 4−6, 6−3, 6−2                        |
| 1927         | Francis Hunter (2) Bill Tilden (1)              | Jacques Brugnon Henri Cochet                 | 1−6, 4−6, 8−6, 6−3, 6−4                   |
| 1928         | Jacques Brugnon (2) Henri Cochet (2)            | John Hawkes Gerald Patterson                 | 13−11, 6−4, 6−4                           |
| 1929         | Wilmer Allison (1) John Van Ryn (1)             | Ian Collins Colin Gregory                    | 6−4, 5−7, 6−3, 10−12, 6−4                 |
| 1930         | Wilmer Allison (2) John Van Ryn (2)             | John Doeg George Lott                        | 6−3, 6−3, 6−2                             |
| 1931         | George Lott (1) John Van Ryn (3)                | Jacques Brugnon Henri Cochet                 | 6−2, 10−8, 9−11, 3−6, 6−3                 |
| 1932         | Jean Borotra (2) Jacques Brugnon (3)            | Pat Hughes Fred Perry                        | 6−0, 4−6, 3−6, 7−5, 7−5                   |
| 1933         | Jean Borotra (3) Jacques Brugnon (4)            | Ryosuke Nunoi Jiro Sato                      | 4−6, 6−3, 6−3, 7−5                        |
| 1934         | George Lott (2) Lester Stoefen (1)              | Jean Borotra Jacques Brugnon                 | 6−2, 6−3, 6−4                             |
| 1935         | Jack Crawford (1) Adrian Quist (1)              | Wilmer Allison John Van Ryn                  | 6−3, 5−7, 6−2, 5−7, 7−5                   |
| 1936         | Pat Hughes (1) Raymond Tuckey (1)               | Charles Hare Frank Wilde                     | 6−4, 3−6, 7−9, 6−1, 6−4                   |
| 1937         | Don Budge (1) Gene Mako (1)                     | Pat Hughes Raymond Tuckey                    | 6−0, 6−4, 6−8, 6−1                        |
| 1938         | Don Budge (2) Gene Mako (2)                     | Henner Henkel Georg von Metaxa               | 6−0, 6−4, 6−8, 6−1                        |
| 1939         | Elwood Cooke (1) Bobby Riggs (1)                | Charles Hare Frank Wilde                     | 6−3, 3−6, 6−3, 9−7                        |
| 1940-45      | Ingen turneringer pga. anden verdenskrig        | Ingen turneringer pga. anden verdenskrig     | Ingen turneringer pga. anden verdenskrig  |
| 1946         | Thomas Brown (1) Jack Kramer (1)                | Geoff Brown Dinny Pails                      | 6−4, 6−4, 6−2                             |
| 1947         | Bob Falkenburg (1) Jack Kramer (2)              | Tony Mottram Bill Sidwell                    | 8−6, 6−3, 6−3                             |
| 1948         | John Bromwich (1) Frank Sedgman (1)             | Thomas Brown Gardnar Mulloy                  | 5−7, 7−5, 7−5, 9−7                        |
| 1949         | Pancho Gonzales (1) Frank Parker (1)            | Gardnar Mulloy Ted Schroeder                 | 6−4, 6−4, 6−2                             |
| 1950         | John Bromwich (2) Adrian Quist (2)              | Geoff Brown Bill Sidwell                     | 7−5, 3−6, 6−3, 3−6, 6−2                   |
| 1951         | Ken McGregor (1) Frank Sedgman (2)              | Jaroslav Drobný Eric Sturgess                | 3−6, 6−2, 6−3, 3−6, 6−3                   |
| 1952         | Ken McGregor (2) Frank Sedgman (3)              | Vic Seixas Eric Sturgess                     | 6−3, 7−5, 6−4                             |
| 1953         | Lew Hoad (1) Ken Rosewall (1)                   | Rex Hartwig Mervyn Rose                      | 6−4, 7−5, 4−6, 7−5                        |
| 1954         | Rex Hartwig (1) Mervyn Rose (1)                 | Vic Seixas Tony Trabert                      | 6−4, 6−4, 3−6, 6−4                        |
| 1955         | Rex Hartwig (2) Lew Hoad (2)                    | Neale Fraser Ken Rosewall                    | 7−5, 6−4, 6−3                             |
| 1956         | Lew Hoad (3) Ken Rosewall (2)                   | Nicola Pietrangeli Orlando Sirola            | 7−5, 6−2, 6−1                             |
| 1957         | Gardnar Mulloy (1) Budge Patty (1)              | Neale Fraser Lew Hoad                        | 8−10, 6−4, 6−4, 6−4                       |
| 1958         | Sven Davidson (1) Ulf Schmidt (1)               | Ashley Cooper Neale Fraser                   | 6−4, 6−4, 8−6                             |
| 1959         | Roy Emerson (1) Neale Fraser (1)                | Rod Laver Bob Mark                           | 8−6, 6−3, 14−16, 9−7                      |
| 1960         | Rafael Osuna (1) Dennis Ralston (1)             | Mike Davies Bobby Wilson                     | 7−5, 6−3, 10−8                            |
| 1961         | Roy Emerson (2) Neale Fraser (2)                | Bob Hewitt Fred Stolle                       | 6−4, 6−8, 6−4, 6−8, 8−6                   |
| 1962         | Bob Hewitt (1) Fred Stolle (1)                  | Boro Jovanović Nikola Pilić                  | 6−2, 5−7, 6−2, 6−4                        |
| 1963         | Rafael Osuna (2) Antonio Palafox (1)            | Jean-Claude Barclay Pierre Darmon            | 4−6, 6−2, 6−2, 6−2                        |
| 1964         | Bob Hewitt (2) Fred Stolle (2)                  | Roy Emerson Ken Fletcher                     | 7−5, 11−9, 6−4                            |
| 1965         | John Newcombe (1) Tony Roche (1)                | Ken Fletcher Bob Hewitt                      | 7−5, 6−3, 6−4                             |
| 1966         | Ken Fletcher (1) John Newcombe (2)              | William Bowrey Owen Davidson                 | 6−3, 6−4, 3−6, 6−3                        |
| 1967         | Bob Hewitt (3) Frew McMillan (1)                | Roy Emerson Ken Fletcher                     | 6−2, 6−3, 6−4                             |
| Den åbne æra |                                                 |                                              |                                           |
| 1968         | John Newcombe (3) Tony Roche (2)                | Ken Rosewall Fred Stolle                     | 3−6, 8−6, 5−7, 14−12, 6−3                 |
| 1969         | John Newcombe (4) Tony Roche (3)                | Tom Okker Marty Riessen                      | 7−5, 11−9, 6−3                            |
| 1970         | John Newcombe (5) Tony Roche (4)                | Ken Rosewall Fred Stolle                     | 10−8, 6−3, 6−1                            |
| 1971         | Roy Emerson (3) Rod Laver (1)                   | Arthur Ashe Dennis Ralston                   | 4−6, 9−7, 6−8, 6−4, 6−4                   |
| 1972         | Bob Hewitt (4) Frew McMillan (2)                | Stan Smith Erik Van Dillen                   | 6−2, 6−2, 9−7                             |
| 1973         | Jimmy Connors (1) Ilie Năstase (1)              | John Cooper Neale Fraser                     | 3−6, 6−3, 6−4, 8−9(3), 6−1                |
| 1974         | John Newcombe (6) Tony Roche (5)                | Bob Lutz Stan Smith                          | 8−6, 6−4, 6−4                             |
| 1975         | Vitas Gerulaitis (1) Sandy Mayer (1)            | Colin Dowdeswell Allan Stone                 | 7−5, 8−6, 6−4                             |
| 1976         | Brian Gottfried (1) Raúl Ramírez (1)            | Ross Case Geoff Masters                      | 3−6, 6−3, 8−6, 2−6, 7−5                   |
| 1977         | Ross Case (1) Geoff Masters (1)                 | John Alexander Phil Dent                     | 6−3, 6−4, 3−6, 8−9(4), 6−4                |
| 1978         | Bob Hewitt (5) Frew McMillan (3)                | Peter Fleming John McEnroe                   | 6−1, 6−4, 6−2                             |
| 1979         | Peter Fleming (1) John McEnroe (1)              | Brian Gottfried Raúl Ramírez                 | 4−6, 6−4, 6−2, 6−2                        |
| 1980         | Peter McNamara (1) Paul McNamee (1)             | Bob Lutz Stan Smith                          | 7−6(5), 6−3, 6−7(4), 6−4                  |
| 1981         | Peter Fleming (2) John McEnroe (2)              | Bob Lutz Stan Smith                          | 6−4, 6−4, 6−4                             |
| 1982         | Peter McNamara (2) Paul McNamee (2)             | Peter Fleming John McEnroe                   | 6−3, 6−2                                  |
| 1983         | Peter Fleming (3) John McEnroe (3)              | Tim Gullikson Tom Gullikson                  | 6−4, 6−3, 6−4                             |
| 1984         | Peter Fleming (4) John McEnroe (4)              | Pat Cash Paul McNamee                        | 6−2, 5−7, 6−2, 3−6, 6−3                   |
| 1985         | Heinz Günthardt (1) Balázs Taróczy (1)          | Pat Cash John Fitzgerald                     | 6−4, 6−3, 4−6, 6−3                        |
| 1986         | Joakim Nyström (1) Mats Wilander (1)            | Gary Donnelly Peter Fleming                  | 7−6(4), 6−3, 6−3                          |
| 1987         | Ken Flach (1) Robert Seguso (1)                 | Sergio Casal Emilio Sánchez                  | 3−6, 6−7(6), 7−6(3), 6−1, 6−4             |
| 1988         | Ken Flach (2) Robert Seguso (2)                 | John Fitzgerald Anders Järryd                | 6−4, 2−6, 6−4, 7−6(3)                     |
| 1989         | John Fitzgerald (1) Anders Järryd (1)           | Rick Leach Jim Pugh                          | 3−6, 7−6(4), 6−4, 7−6(4)                  |
| 1990         | Rick Leach (1) Jim Pugh (1)                     | Pieter Aldrich Danie Visser                  | 7−6(5), 7−6(4), 7−6(5)                    |
| 1991         | John Fitzgerald (2) Anders Järryd (2)           | Javier Frana Leonardo Lavalle                | 6−3, 6−4, 6−7(7), 6−1                     |
| 1992         | John McEnroe (5) Michael Stich (1)              | Jim Grabb Richey Reneberg                    | 5−7, 7−6(5), 3−6, 7−6(5), 19−17           |
| 1993         | Todd Woodbridge (1) Mark Woodforde (1)          | Grant Connell Patrick Galbraith              | 7−5, 6−3, 7−6(4)                          |
| 1994         | Todd Woodbridge (2) Mark Woodforde (2)          | Grant Connell Patrick Galbraith              | 7−6(3), 6−3, 6−1                          |
| 1995         | Todd Woodbridge (3) Mark Woodforde (3)          | Rick Leach Scott Melville                    | 7−5, 7−6(8), 7−6(5)                       |
| 1996         | Todd Woodbridge (4) Mark Woodforde (4)          | Byron Black Grant Connell                    | 4−6, 6−1, 6−3, 6−2                        |
| 1997         | Todd Woodbridge (5) Mark Woodforde (5)          | Jacco Eltingh Paul Haarhuis                  | 7−6(4), 7−6(7), 5−7, 6−3                  |
| 1998         | Jacco Eltingh (1) Paul Haarhuis (1)             | Todd Woodbridge Mark Woodforde               | 2−6, 6−4, 7−6(3), 5−7, 10−8               |
| 1999         | Mahesh Bhupathi (1) Leander Paes (1)            | Paul Haarhuis Jared Palmer                   | 6−7(10), 6−3, 6−4, 7−6(4)                 |
| 2000         | Todd Woodbridge (6) Mark Woodforde (6)          | Paul Haarhuis Sandon Stolle                  | 6−3, 6−4, 6−1                             |
| 2001         | Donald Johnson (1) Jared Palmer (1)             | Jiří Novák David Rikl                        | 6−4, 4−6, 6−3, 7−6(6)                     |
| 2002         | Jonas Björkman (1) Todd Woodbridge (7)          | Mark Knowles Daniel Nestor                   | 6−1, 6−2, 6−7(7), 7−5                     |
| 2003         | Jonas Björkman (2) Todd Woodbridge (8)          | Mahesh Bhupathi Maks Mirnyj                  | 3−6, 6−3, 7−6(4), 6−3                     |
| 2004         | Jonas Björkman (3) Todd Woodbridge (9)          | Julian Knowle Nenad Zimonjić                 | 6−1, 6−4, 4−6, 6−4                        |
| 2005         | Stephen Huss (1) Wesley Moodie (1)              | Bob Bryan Mike Bryan                         | 7−6(4), 6−3, 6−7(2), 6−3                  |
| 2006         | Bob Bryan (1) Mike Bryan (1)                    | Fabrice Santoro Nenad Zimonjić               | 6−3, 4−6, 6−4, 6−2                        |
| 2007         | Arnaud Clément (1) Michaël Llodra (1)           | Bob Bryan Mike Bryan                         | 6−7(5), 6−3, 6−4, 6−4                     |
| 2008         | Daniel Nestor (1) Nenad Zimonjić (1)            | Jonas Björkman Kevin Ullyett                 | 7−6(12), 6-7(3), 6−3, 6−3                 |
| 2009         | Daniel Nestor (2) Nenad Zimonjić (2)            | Bob Bryan Mike Bryan                         | 7−6(7), 6−7(3), 7−6(3), 6−3               |
| 2010         | Jürgen Melzer (1) Philipp Petzschner (1)        | Robert Lindstedt Horia Tecău                 | 6−1, 7−5, 7−5                             |
| 2011         | Bob Bryan (2) Mike Bryan (2)                    | Robert Lindstedt Horia Tecău                 | 6−3, 6−4, 7−6(2)                          |
| 2012         | Jonathan Marray (1) Frederik Løchte Nielsen (1) | Robert Lindstedt Horia Tecău                 | 4−6, 6−4, 7−6(5), 6−7(5), 6−3             |
| 2013         | Bob Bryan (3) Mike Bryan (3)                    | Ivan Dodig Marcelo Melo                      | 3−6, 6−3, 6−4, 6−4                        |
| 2014         | Vasek Pospisil (1) Jack Sock (1)                | Bob Bryan Mike Bryan                         | 7−6(5), 6−7(3), 6−4, 3−6, 7−5             |
| 2015         | Jean-Julien Rojer (1) Horia Tecău (1)           | Jamie Murray John Peers                      | 7−6(5), 6−4, 6−4                          |
| 2016         | Pierre-Hugues Herbert (1) Nicolas Mahut (1)     | Julien Benneteau Édouard Roger-Vasselin      | 6−4, 7−6(1), 6−3                          |
| 2017         | Łukasz Kubot (1) Marcelo Melo (1)               | Oliver Marach Mate Pavić                     | 5−7, 7−5, 7−6(2), 3−6, 13−11              |
| 2018         | Mike Bryan (4) Jack Sock (2)                    | Raven Klaasen Michael Venus                  | 6−3, 6−7(7), 6−3, 5−7, 7−5                |
| 2019         | Juan Sebastián Cabal (1) Robert Farah (1)       | Nicolas Mahut Édouard Roger-Vasselin         | 6−7(5), 7−6(5), 7−6(6), 6−7(5), 6−3       |
| 2020         | Ingen turnering pga. COVID-19-pandemien         | Ingen turnering pga. COVID-19-pandemien      | Ingen turnering pga. COVID-19-pandemien   |
| 2021         | Nikola Mektić (1) Mate Pavić (1)                | Marcel Granollers Horacio Zeballos           | 6−4, 7−6(5), 2−6, 7−5                     |
| 2022         | Matthew Ebden (1) Max Purcell (1)               | Nikola Mektić Mate Pavić                     | 7−6(5), 6−7(3), 4−6, 6−4, 7−6(10-2)       |
| 2023         | Wesley Koolhof (1) Neal Skupski (1)             | Marcel Granollers Horacio Zeballos           | 6−4, 6−4                                  |
| 2024         | Harri Heliövaara (1) Henry Patten (1)           | Max Purcell Jordan Thompson                  | 6−7(7), 7−6(8), 7−6(11-9)                 |
| 2025         | Julian Cash (1) Lloyd Glasspool (1)             | Rinky Hijikata David Pel                     | 6−3, 7−6(3)                               |